# کسیلوتیمبو
کسیلوتیمبو (به لاتین: Xylotympou) یک روستا، برون‌بوم و exclave در قبرس است که در ناحیه لارناکا واقع شده‌است.

## خصوصیات
کسیلوتیمبو ۳٬۶۵۵ نفر جمعیت دارد.